# Римська Конституція
Римська Конституція (італ. Constitutio Romana) — звіт договорів заключений 11 листопада 824 року між папою Євгенієм II та Лотаром I — королем Італії, Лотарингії та Імператором Заходу з 840-го по 855-й рік що забезпечувала та гарантувала суверенність пап у Римі та його кордонах. Причиною цього договору став усе більший вплив на єпископат Риму багатих та знатних родин, які часто між собою змагалися за його посилення. Папа Євгеній II підтвердив перед тим «Constitutio Lothari» імператорську владу над Римом, та те, що висвячення пап відбуватиметься лише тоді, коли новообраний папа присягне імператору на вірність перед його посланцями і також  повідомить офіційно про це імператора. Перед тим папа Пасхалій I (817—824) коронував Лотара I і вони встановили з Constitutio Lothari вибори пап під строгим наглядом. Слабке положення національних королів загостило проблеми у Папській державі, таким чином, що деякі знатні родини ставали її фактичними правителями, які за своїм бажанням могли посадити або зняти папу. Цей стан змінився лише у 1059 році виданю папською буллою «In nomine Domini» за папи Миколая II (1073—1085). За часів папи Григорія Х (1271—1276) були проведені Григоріанські реформи і з 1274 року існує припис проведення виборів папи на конклаві.

## Зміст
Римська Конституція складається із дев'яти положень у яких встановлені заходи для функціонування папської держави і виборів папи. До них належать:
- Всі особи, що є під захистом папи і імператора є недоторканими і підвладні лише папі і імператору. Після смерті папи вони зобов'язані зберегти папське майно.
- Назначають два особливих посланці (Missi dominici), у обов'язки яких входить нагляд за правлінням церкви та процедурою виборів папи.
- Римська Конституція встановлює крадіжки, насильство, грабіжництво щодо пап та його службовців як важкий злочин.
- Римська Конституція встановлює присягу на вірність імператора папі.
- Скликати збори до виборів пап і їх проведення можуть лише імператорські посланці.

## Галерея

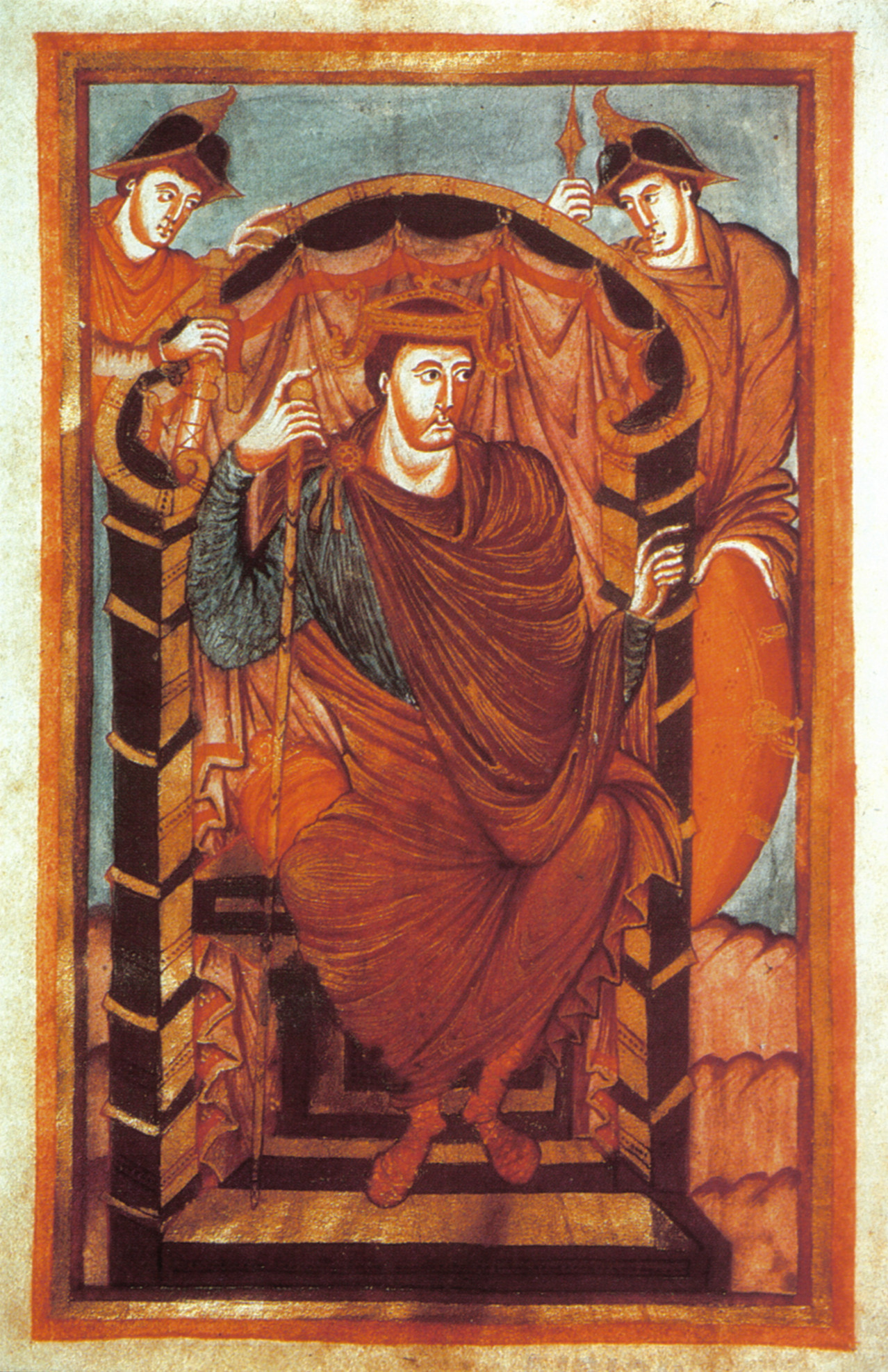
Лотар І.
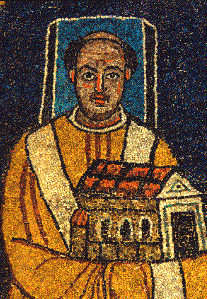
Папа Пасхалій I (817–824)
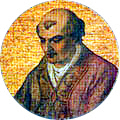
Папа Миколай II (1058–1062)
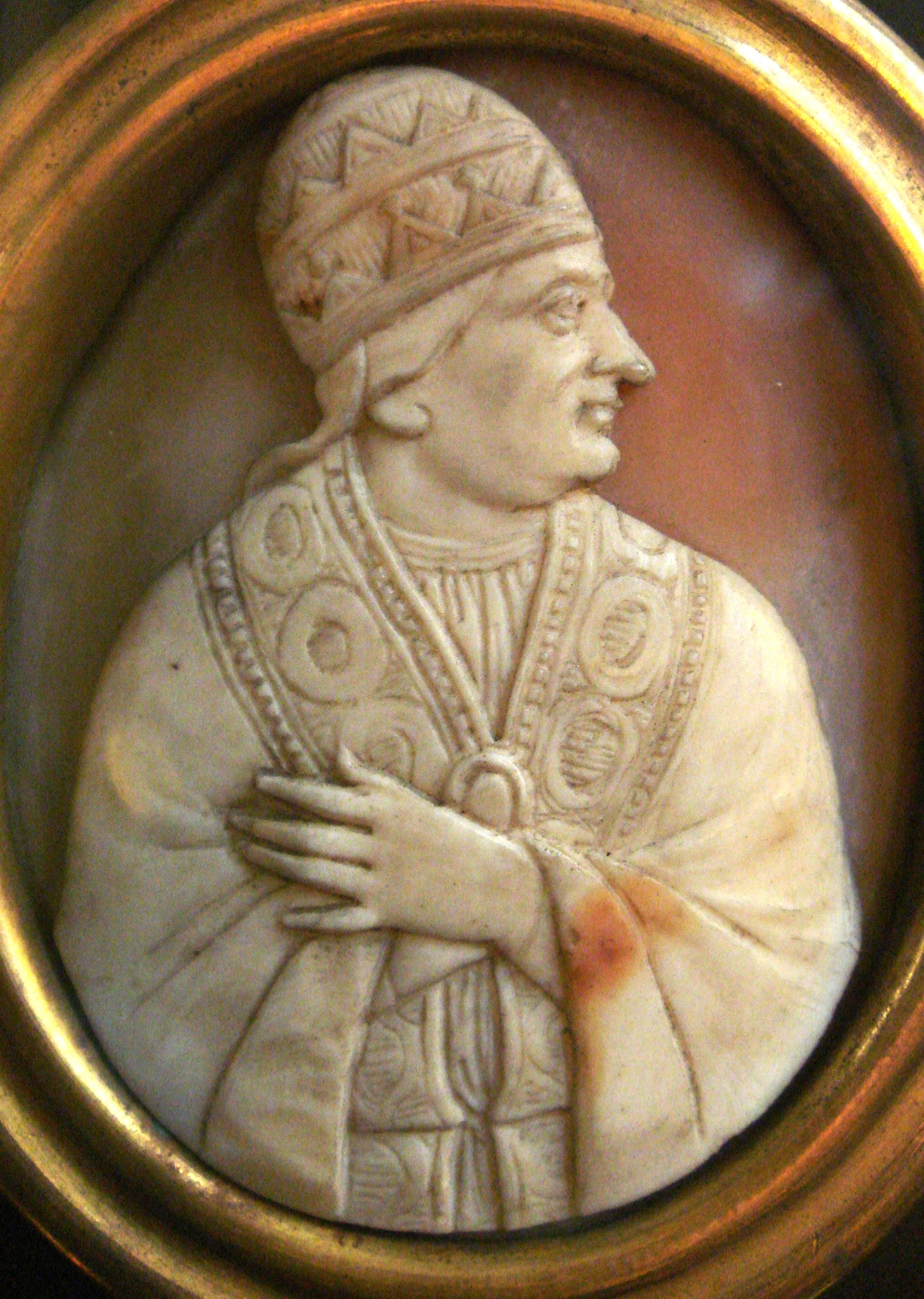
Папа Григорій X (1271–1276)